# ترکولیا
ترکولیا (نام علمی: Treculia) نام یک سرده از تیره موراسه است.